# Francisco Costa (Modeschöpfer)

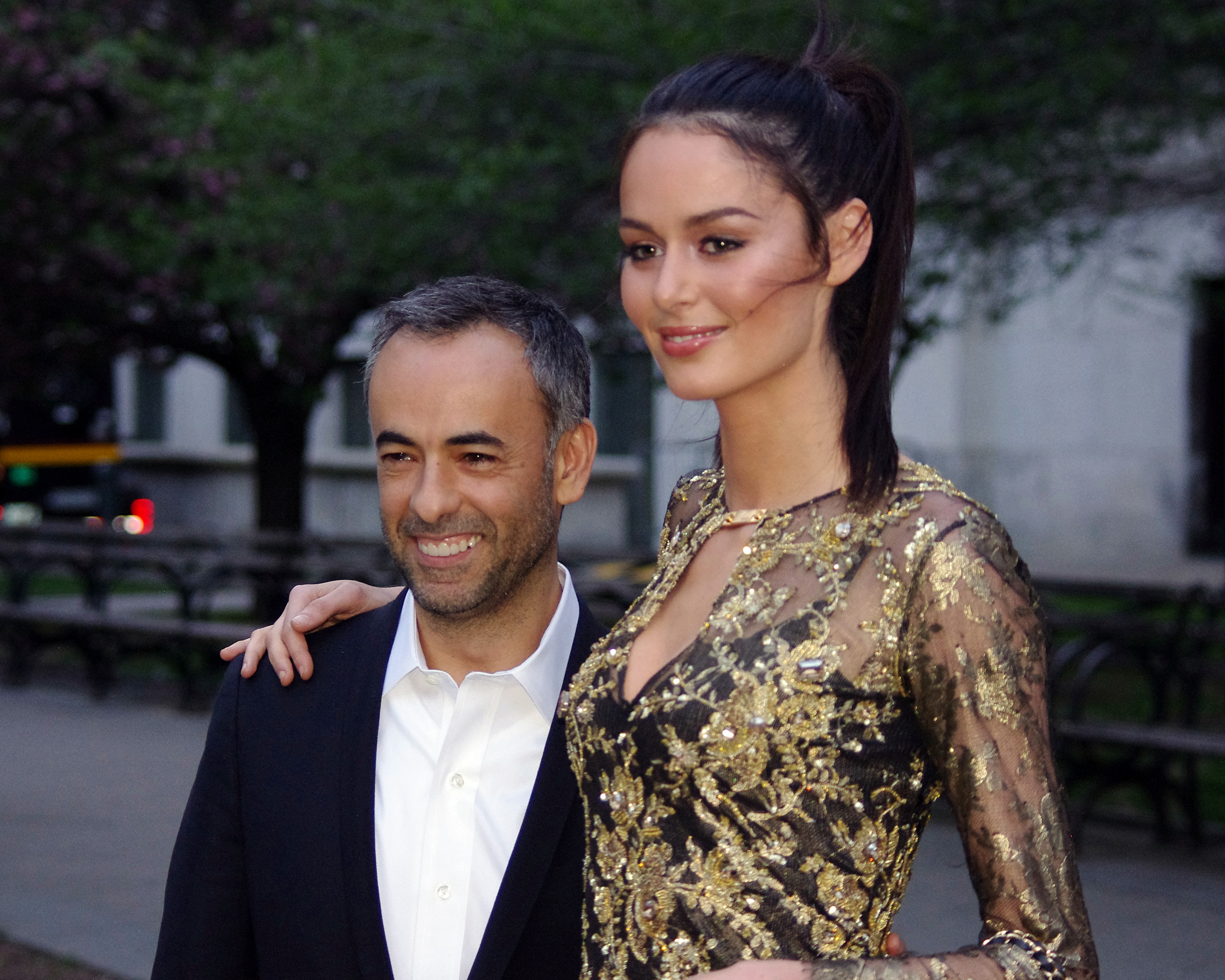
Francisco Costa und Nicole Trunfio 2012 beim Tribeca Film Festival

Francisco Costa (* 10. Mai 1961 in Minas Gerais, Brasilien) ist ein in den USA lebender brasilianischer Modeschöpfer.

## Leben
Nach seiner Schulzeit in Guarani im brasilianischen Bundesstaat Minas Gerais ging Costa 1981 in die Vereinigten Staaten und ließ sich in New York nieder. Dort studierte er am Hunter College und nahm Abendkurse am Fashion Institute of Technology. Costa erhielt danach eine Anstellung bei Herbert Rounick in Manhattan, dessen Unternehmen Damenkleider für Oscar de la Renta und Bill Blass herstellte. Nach dem Tod von Rounick arbeitete Costa in den folgenden fünf Jahren für den Modeschöpfer Oscar de la Renta. Danach erschuf er unter Tom Ford Damenmode bei Gucci. 2001 wechselte Costa zum US-amerikanischen Unternehmen Calvin Klein, wo er 2003 zum Creative Director der Damen-Laufsteglinie Calvin Klein Collection aufstieg. Mit der Ankunft von Raf Simons bei Calvin Klein im Jahr 2016 verließ Costa das Unternehmen. 2018 lancierte Costa seine eigene Marke für Pflegeprodukte, Costa Brazil.
Costa lebt mit dem Pferdetrainer John DeStefano seit über 14 Jahren in New York City zusammen.

## Preise und Auszeichnungen
- 2006: Council of Fashion Designers of America Award (CFDA) für Damenkleidung
- 2009: Cooper-Hewitt National Design Award[4]

## Weiterführende Literatur
- Francisco Costa in the Fashion Model Directory
- The New York Times: Designers in a Time of Many Dresses, Some Terrific
- The New York Times: With the Clotheshorses Of the Backstretch
- Harper's Bazaar:Interview mit Francisco Costa
- Telegraph: Francisco Costa's latest collection for Calvin Klein